# Dworzec
Dworzec – miejsce przeznaczone do obsługi podróżnych i przesyłek (bagażu, poczty).
Wyróżnia się dworce: kolejowe, autobusowe, lotnicze (port lotniczy), morskie i rzeczne (port wodny) oraz dworce łączone (np. kolejowo-autobusowe).
W ustawie z dnia 16 grudnia 2010 r. o publicznym transporcie zbiorowym przyjęto, że dworzec to „miejsce przeznaczone do odprawy pasażerów, w którym znajdują się w szczególności: przystanki komunikacyjne, punkt sprzedaży biletów oraz punkt informacji dla podróżnych”. Ponadto na dworcu zazwyczaj znajduje się poczekalnia, bagażownia oraz punkty gastronomiczne. Duże dworce oferują też miejsc noclegowe dla pasażerów czekających na przesiadkę, np. przy dworcu autobusowy Warszawa Zachodnia.
Często część powierzchni dworców jest wynajmowana sklepom oraz punktom usługowym dla podróżnych. Istnieją również dworce połączone z galeriami handlowymi. Tego typu rozwiązanie istnieje m.in. w Poznaniu, Krakowie, Katowicach i Sopocie.

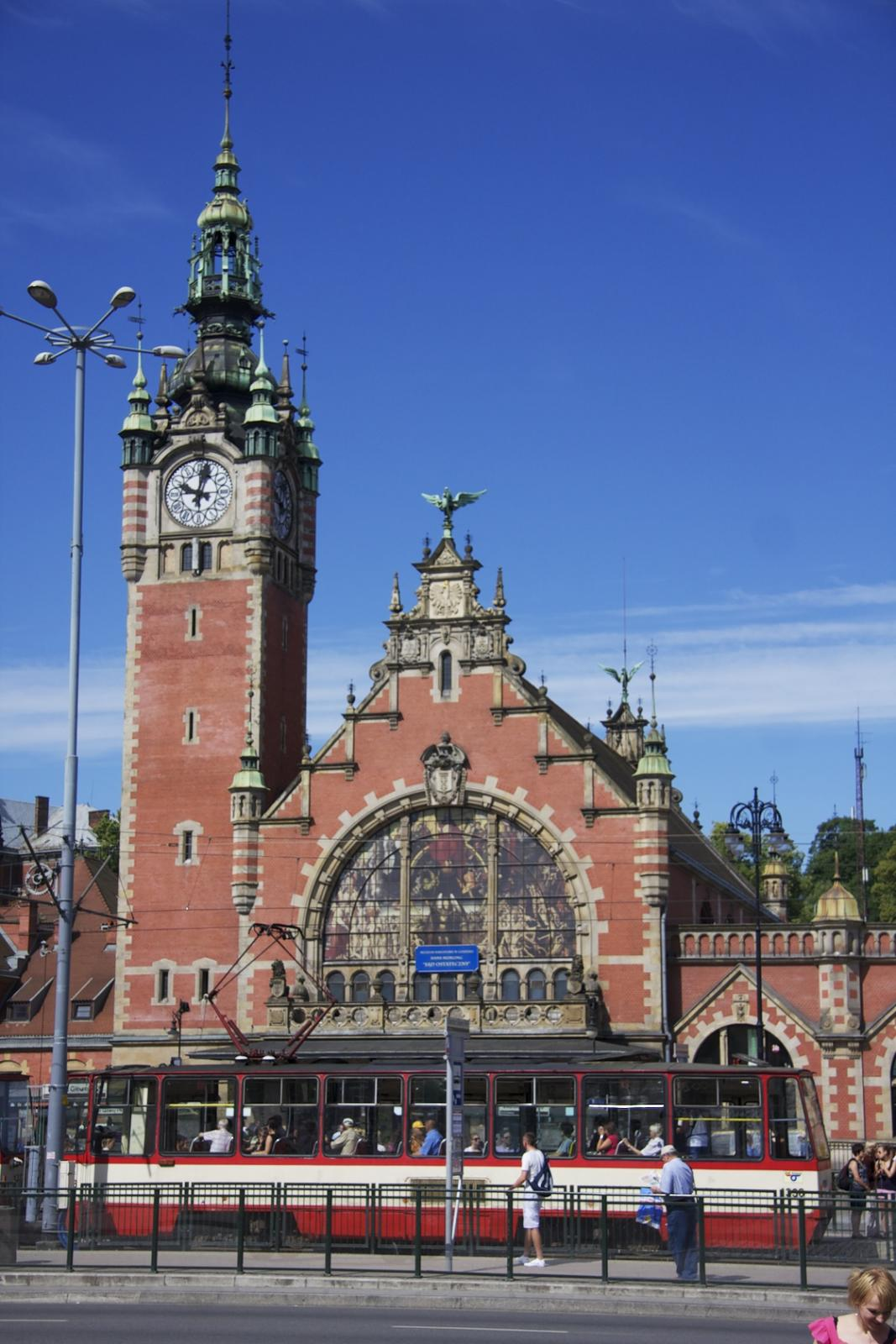
Dworzec kolejowy Gdańsk Główny
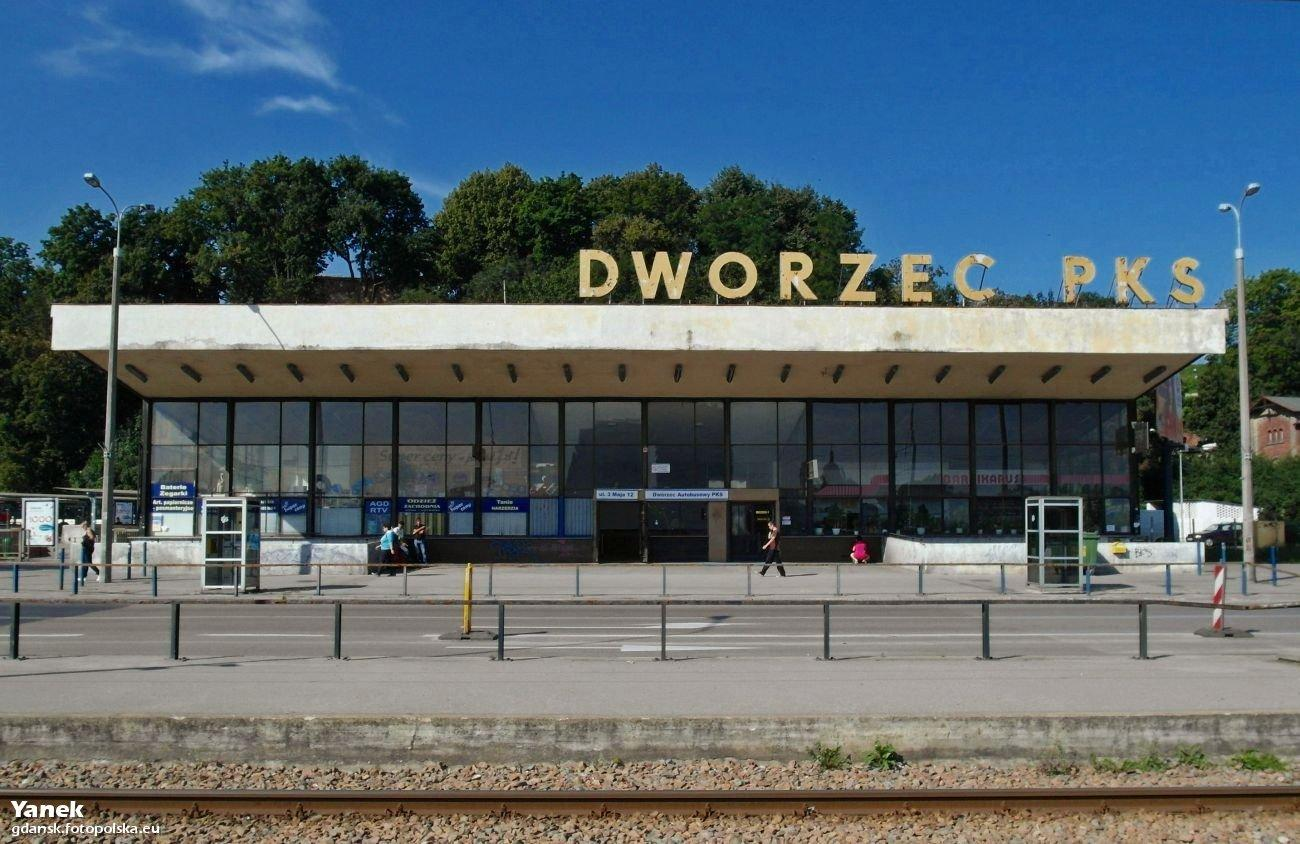
Dworzec autobusowy w Gdańsku
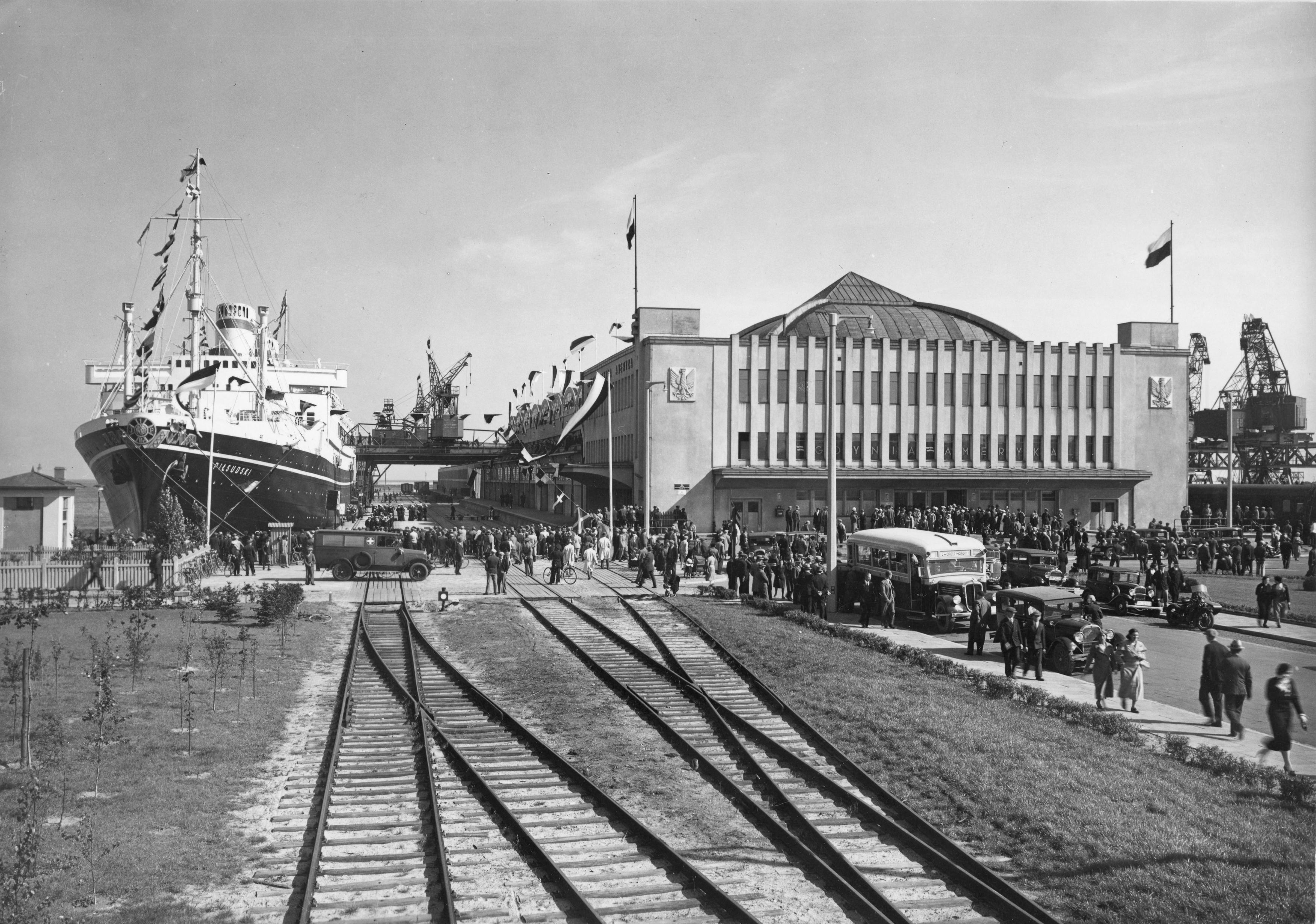
Dworzec Morski w Gdyni